# قائمة الصحفيين البلغاريين
قائمة الصحفيين البلغاريين البارزين:

## روابط خارجية
"102 Bulgarian Journalists Exposed as State Security Collaborators - Novinite.com - Sofia News Agency". www.novinite.com. مؤرشف من الأصل في 2025-05-27. اطلع عليه بتاريخ 2019-05-03.